# Francesca Latella
Francesca Latella (1982) è un'ex cestista italiana.
Playmaker di 177 cm ha giocato in Serie A1 con Messina.